# Saturnin Fabre
Pour les articles homonymes, voir Fabre.
Saturnin Fabre, né le 4 avril 1884 à Sens (Yonne) et mort le 24 octobre 1961 à Montgeron (Essonne), est un acteur français.

## Biographie
Sa famille paternelle était originaire du midi de la France (Var et Bouches-du-Rhône). Il a vécu à Deuil-la-Barre.
Il obtient un premier prix au Conservatoire et joue aussi bien des drames, des comédies de boulevard ou des opérettes, s'installant comme le « tonitruant », au phrasé déphasé, du cinéma français.
Mobilisé durant la Grande Guerre, il sert dans l'artillerie lourde avec le grade de brigadier et participe notamment à la Bataille de l'Yser.
Il aborde le cinéma muet dès 1911 avec Albert Capellani à qui l'on doit dès 1909 le premier long métrage français : L'Assommoir. En 1929, il passe au parlant avec La route est belle de Robert Florey.
Connu pour sa forte personnalité, il est l'un des plus singuliers seconds rôles du cinéma français d'avant-guerre et d'après-guerre, dans la lignée de Jean Tissier et Julien Carette. Il occupe l'écran avec une telle présence qu'il fait souvent oublier les nombreux navets auxquels il participe. On se souvient particulièrement de sa formidable voix saccadée, et de sa diction parfaite.
Dans le film Marie-Martine d'Albert Valentin, il adresse à Bernard Blier, qui joue son filleul, sa réplique la plus célèbre : « Tiens ta bougie droite ! ». On raconte qu'à la troisième reprise de la repartie, c'est le public qui répondait.
Il a joué dans près de 79 films parlants, surtout des comédies, sous la direction de 57 réalisateurs différents (pour la plupart prestigieux).
En 1948, il signe, de l'anagramme Ninrutas Erbaf, des mémoires parfaitement farfelus, sous le titre Douche écossaise.
Il était également très bon clarinettiste, et l'auteur de plusieurs chansons et saynètes qu'il interpréta sur scène au début de sa carrière.
Pour la comédienne Danièle Delorme, « Saturnin Fabre était un comédien halluciné ». Toujours selon elle, « C'était un acteur baroque, certes, il y avait un grain de folie en lui. Mais il était furieusement intelligent, d'une grande lucidité… Il incarnait l'excès. »
Saturnin Fabre s'éteint en 1961 dans sa propriété de Montgeron, terrassé par un œdème pulmonaire. Il est inhumé au cimetière de Carrières-sous-Poissy dans les Yvelines. Il ne se s'était jamais consolé de la mort, survenue en 1957, de sa femme, Suzanne Marie Benoist, avec laquelle il s'était marié le 26 novembre 1925 à Paris 18e.
Saturnin Fabre se retirera du monde du cinéma et du théâtre en 1954, mettant un terme à une carrière commencée 47 ans auparavant.
Le festival de Cannes lui a rendu un hommage tardif et posthume en 1962.

## Filmographie
- 1911 : Les Deux Collègues, d'Albert Capellani, avec André Simon (Le directeur)
- 1911 : La Suggestion du baiser (ou L'Envie d'embrasser) de Georges Monca, avec Madeleine Guitty
- 1913 : La Marquise de Trevenec, d'Henri Fescourt
- 1917 : Si jamais je te pince de Georges Monca
- 1920 : La Rafale de Jacques de Baroncelli - (Le comte de Bécherel)
- 1921 : Mademoiselle de La Seiglière d'André Antoine
- 1929 : La route est belle de Robert Florey - (M. Pique)
- 1930 : L'amour chante de Robert Florey - (M. Crispin)
- 1931 : Paris Béguin d'Augusto Genina - (Hector)
- 1931 : Atout cœur d'Henry Roussell - (M. Lefol)
- 1931 : Ma cousine de Varsovie de Carmine Gallone - (M. Saint-Hilaire)
- 1932 : Le Fils improvisé de René Guissart
- 1932 : Le Père prématuré de René Guissart - (M. Puma)
- 1933 : Casanova de René Barberis, avec Jeanne Boitel. - (M. Binetti)
- 1933 : Son autre amour d'Alfred Machard et Constant Rémy
- 1933 : Les Deux Canards d'Erich Schmidt - (le baron de Saint-Amour)
- 1934 : Mam'zelle Spahi de Max de Vaucorbeil - (Le colonel)
- 1934 : L'Enfant du carnaval d'Alexandre Volkoff - (Hubert)
- 1934 : L'hôtel du libre échange de Marc Allégret - (Mathieu)
- 1934 : On a trouvé une femme nue de Léo Joannon - (Le marquis)
- 1934 : Les Surprises du cinéma parlant de Claudio del Torre (court métrage)
- 1935 : Train de plaisir de Léo Joannon - (M. Bring)
- 1935 : Le Roman d'un jeune homme pauvre d'Abel Gance
- 1935 : Les Dégourdis de la 11e de Christian-Jaque - (Burnous)
- 1936 : Sept hommes...une femme d'Yves Mirande
- 1936 : Messieurs les ronds de cuir d'Yves Mirande - (Le Tondu)
- 1936 : Toi, c'est moi de René Guissart - (M. Robinet)
- 1936 : Pépé le Moko, de Julien Duvivier, avec Jean Gabin. - (Grand-père)
- 1936 : La Guerre des gosses de Jacques Daroy - (Simon)
- 1936 : Une poule sur un mur de Maurice Gleize - (Monsieur Amédée)
- 1936 : Le Voleur de femmes d'Abel Gance - (L'académicien)
- 1936 : Le Cantinier de la coloniale de Henry Wulschleger - (Le capitaine)
- 1936 : Le Chanteur de minuit de Léo Joannon - (M. Garnier)
- 1936 : Désiré de Sacha Guitry - (Adrien)
- 1937 : Vous n'avez rien à déclarer ? de Léo Joannon : le professeur Puget
- 1937 : Ignace, de Pierre Colombier, avec Fernandel. - (Le baron des Orfrais)
- 1937 : Le Gagnant (moyen métrage) - d'Yves Allégret
- 1938 : Le Dompteur de Pierre Colombier - (M. Dupont)
- 1938 : Belle Étoile de Jacques de Baroncelli - (M. Lemarchal)
- 1938 : Tricoche et Cacolet de Pierre Colombier - (M. Van der Pouf)
- 1938 : La Vénus de l'or de Charles Méré et Jean Delannoy
- 1938 : Gargousse d'Henry Wulschleger - (M. Lebrennois, le maire)
- 1938 : Le Récif de corail de Maurice Gleize - (Hobson)
- 1939 ; Ils étaient neuf célibataires de Sacha Guitry - (Adhémar Colombinet de La Jonchère)
- 1939 : Les Otages de Raymond Bernard - (M. Rossignol, le châtelain)
- 1939 : L'Esclave blanche de Marc Sorkin - (Djemal pacha)
- 1939 : Monsieur Brotonneau d'Alexander Esway - (M. de Berville)
- 1939 : Battement de cœur d'Henri Decoin - (Aristide)
- 1939 : Le Corsaire de Marc Allégret - Film resté inachevé
- 1940 : Cavalcade d'amour de Raymond Bernard - (Lacouret)
- 1940 : Fausse Alerte de Jacques de Baroncelli - (M. Dalban)
- 1940 : Dernier Refuge de Jacques Constant - Film resté inachevé
- 1941 : Le Club des soupirants de Maurice Gleize - (Cabarus)
- 1941 : Ne bougez plus de Pierre Caron - (Andromaque de Miremir)
- 1942 : Opéra-Musette de René Lefèvre et Claude Renoir - (M. Honoré)
- 1942 : Mademoiselle Swing de Richard Pottier - (Grégoire Dimitresco)
- 1942 : La Nuit fantastique de Marcel L'Herbier - (M. Thalès)
- 1943 : Marie-Martine d'Albert Valentin - (L'oncle Parpain)
- 1943 : Le Soleil de minuit de Bernard Roland - (Ireniev)
- 1943 : Jeannou de Léon Poirier - (Frochard)
- 1943 : Les Ailes blanches de Robert Péguy - (Siméon)
- 1944 : Le Merle blanc de Jacques Houssin - (Jules Leroy)
- 1944 : Lunegarde de Marc Allégret - (M. de Vertume)
- 1945 : On demande un ménage de Maurice Cam - (Horace Rouvière)
- 1945 : Un ami viendra ce soir de Raymond Bernard - (Philippe Prunier)
- 1945 : Christine se marie de René Le Hénaff - (Sébastien, le musicien)
- 1946 : Les J3 de Roger Richebé - (Le proviseur)
- 1946 : Les Portes de la nuit de Marcel Carné - (M. Sénéchal, le propriétaire)
- 1946 : Jeux de femmes de Maurice Cloche - (L'oncle Hubert)
- 1946 : Ploum ploum tra la la de Robert Hennion - (Basile Samara)
- 1947 : Clochemerle de Pierre Chenal - (M. Bourdillat)
- 1947 : Si jeunesse savait d'André Cerf - (Abdul)
- 1948 : Docteur Laennec de Maurice Cloche - (M. Laennec, père)
- 1948 : La Veuve et l'Innocent d'André Cerf - (M. Panoyau)
- 1949 : Miquette et sa mère d'Henri-Georges Clouzot - (Le marquis de La Tour Mirande)
- 1950 : Rome-Express de Christian Stengel - (Le professeur)
- 1950 : Le Mariage de Mademoiselle Beulemans d'André Cerf - (M. Delpierre)
- 1950 : Les Petites Cardinal de Gilles Grangier - (Horace Cardinal)
- 1950 : La Dame de chez Maxim de Marcel Aboulker - (Le général Petypon du Grêlé)
- 1952 : La Fête à Henriette de Julien Duvivier - (Antoine)
- 1953 : Carnaval d'Henri Verneuil - (Le docteur Caberlot, psychiatre)
- 1953 : L'Ennemi public numéro un d'Henri Verneuil - (W.W Stone, l'avocat)
- 1954 : C'est... la vie parisienne d'Alfred Rode - (Le comte Gontran de Barfleur)
- 1954 : Escalier de service de Carlo Rim, dans le sketch : Les Delecluze - (M. Delecluze, bourreau professionnel)

## Théâtre
- 1907 : La Marjolaine de Jacques Richepin, Théâtre de la Porte-Saint-Martin
- 1907 : Son père d'Albert Guinon et Alfred Bouchinet, Théâtre de l'Odéon
- 1907 : L'Affaire des poisons de Victorien Sardou, Théâtre de la Porte-Saint-Martin
- 1908 : Ramuntcho de Pierre Loti, mise en scène André Antoine, Théâtre de l'Odéon
- 1908 : L'Alibi de Gabriel Trarieux, Théâtre de l'Odéon
- 1908 : Parmi les pierres de Hermann Sudermann, Théâtre de l'Odéon
- 1908 : Pylade de Louis Legendre, Théâtre de l'Odéon
- 1909 : Beethoven de René Fauchois, mise en scène André Antoine, Théâtre de l'Odéon
- 1909 : Les Femmes savantes de Molière, mise en scène André Antoine, Théâtre de l'Odéon
- 1909 : La Fille de Pilate de René Fauchois, Théâtre de la Porte-Saint-Martin
- 1909 : Les Grands de Pierre Veber et Serge Basset, Théâtre de l'Odéon
- 1909 : Le Roy sans royaume de Pierre Decourcelle, Théâtre de la Porte-Saint-Martin
- 1909 : Comme les feuilles de Giuseppe Giacosa, Théâtre de l'Odéon
- 1911 : L'Enfant de l'amour de Henry Bataille, Théâtre de la Porte-Saint-Martin
- 1912 : Comediante de Maurice Magre, mise en scène Jules Truffier, Comédie-Française
- 1920 : Le Règne de Messaline d'Armand Bour, Théâtre des Variétés
- 1922 : L'Insoumise de Pierre Frondaie, Théâtre Antoine
- 1922 : Locus solus d'après Raymond Roussel, mise en scène Pierre Frondaie, Théâtre Antoine
- 1923 : Un jour de folie d'André Birabeau, Théâtre des Variétés
- 1924 : Le Singe qui parle de René Fauchois, mise en scène René Rocher, Comédie Caumartin
- 1926 : La Déserteuse de Maurice Rostand, Théâtre royal du Parc, Théâtre de la Potinière
- 1929 : L'Escalier de service de Georges Oltramare, Théâtre Michel
- 1929 : La Rolls Royce de Mario Duliani et Jean Refroigney, mise en scène Harry Baur, théâtre des Mathurins
- 1930 : Guignol, un cambrioleur de Georges Berr et Louis Verneuil, Théâtre de la Potinière
- 1930 : Cœur d'Henri Duvernois, Théâtre des Nouveautés
- 1931 : La Banque Nemo, de Louis Verneuil, Théâtre de la Michodière
- 1932 : La Fleur des pois d'Édouard Bourdet, Théâtre de la Michodière
- 1934 : L'École des contribuables de Louis Verneuil et Georges Berr, Théâtre Marigny
- 1935 : Les Fontaines lumineuses de Georges Berr et Louis Verneuil, Théâtre des Variétés
- 1936 : Saint-Alphonse d'Henri Falk, Théâtre Pigalle
- 1950 : Maître Bolbec et son mari de Georges Berr et Louis Verneuil, Théâtre des Variétés

## Publication
- Saturnin Fabre, Douche écossaise, Éditions Fournier Valdès, 1948 (réédition collection Ramsay Poche Cinéma no 38, 1987)